# دنيا منسية (قرطبة)
بلدية دنيا منسية (بالإسبانية: Doña Mencía)‏، هي إحدى بلديات مقاطعة قرطبة إحدى مقاطعات إسبانيا، و التي تقع في منطقة الأندلس جنوب إسبانيا.
يبلغ عدد سكانها 5.002 نسمة وفقاً لإحصائية سنة (2007).